# Ren Harvieu
Ren Harvieu est une chanteuse britannique, née le 3 septembre 1990 à Salford (Angleterre).

## Biographie
Né à Salford dans le Grand Manchester, Harvieu est introduite à la musique par sa mère, lors de son enfance. À l'école secondaire, elle chante dans des comédies musicales et participe à plusieurs concours de chant, avant de mettre en ligne des enregistrements sur MySpace.
Après avoir été découverte sur MySpace par un agent artistique, Harvieu rencontre le producteur Jimmy Hogarth (Amy Winehouse, Duffy) puis commence à travaille à travailler sur des démos. Elle signe chez Universal Music Group à l'âge de 18 ans.
Harvieu démarre l'enregistrement d'un album en mai 2011, mais le projet en interrompu en raison d'un accident où elle se blesse gravement à la colonne vertébrale. Harvieu subit une lourde opération qui la sauve de la paralysie puis passe plusieurs mois de convalescence au Royal National Orthopaedic Hospital de Londres.
Le 5 décembre 2011, la BBC annonce la nomination de Harvieu au Sound of 2012. Après la sortie des singles Through the Night et Open Up Your Arms, son premier album Through the Night sort via Island Records le 14 mai 2012. Il entre au UK Albums Chart à la 5e place.
En 2014, Harvieu fait une apparition sur le titre Sweet Malaise, la face B du single In My Time of Dust d'Ed Harcourt. Par ailleurs, Love is a Melody, une chanson écrite par Ed Harcourt et Jimmy Hogarth pour le premier album de Harvieu, est reprise dans l'EP Time of Dust.
Harvieu commence à travailler sur son deuxième album en 2013. Celui-ci, intitulé Revel in the Drama, sort finalement via Bella Union en avril 2020.

## Style
Le style musical de Harvieu s'inspire notamment de la pop des années 1960,.

## Discographie

### Albums
- Through the Night (14 mai 2012)
- Revel in the Drama (3 avril 2020)

### Singles
- Through the Night (2011)
- Open Up Your Arms (2012)
- Tonight (2012)
- Do Right By Me (2012)
- Teenage Mascara (2019)
- Yes Please (2019)

## Récompenses
- Nommée au Sound of 2012 (BBC)